# Корупција
Корупција (са лат.  — „подмитљивост, поткупљивост, поквареност”) подразумева незаконито коришћење друштвеног и државног положаја и моћи ради стицања сопствене користи. Када се користи као придев реч „корумпирани”, дословно значи „потпуно сломљено”. Ту реч је први пут користио Аристотел, a касније и Цицерон који је додао термин мито и напуштање добрих навика.
У филозофским, теолошким, или моралним расправама, корупција је духовна или морална нечистоћа или одступање од идеала. У корупцију се убрајају бројне активности, укључујући подмићивање, проневеру и прање новца, исто као и поклањање како би се добиле одређене услуге или пружање услуга или уступака на основу веза и познанстава. Централизована, владина, или „политичка” корупција се јавља када државни званичник или особа запослена у државном сектору ради рâди личне користи.
О корупцији је тешко прибавити доказе, јер се већина случајева обавља без сведока, евентуално са једним посредником, а обе стране су на неки начин на добитку. Стога су се многе корупционашке афере на западу разрешавале судом јавности чак и кад није било довољно чврстих доказа. У политици постоји морална одговорност и суд јавности чак и кад не постоји кривична одговорност.
Постмодерна демократија произлази из постулата да јавност има право да зна све o финансијама, имовини и новчаним изворима, оних који их политички воде. Слободни грађани морају да имају гаранцију да онај ко располаже њиховим новцем и прописује им обавезе није корумпиран, а политичари имају обавезу да грађанима o томе пруже све податке.
Корупција изазива крупне и негативне последице у друштву. Она аутоматски крши универзални принцип једнакости свих грађана пред законом, који је у Србији омогућен Уставом. Она ствара систем у коме су привилеговани материјално ситуиранији, или са добрим везама.

## Дефиниција
Данас се као дефиниција корупције најчешће узима схватање Светске банке, које каже:
| „ | Корупција је злоупотреба јавних овлашћења за приватну корист. | ” |

Међутим, све дефиниције корупције се могу поделити на традиционалне и савремене.
У традиционална схватања корупције се убрајају првенствено дефиниције које су поставили Платон, Аристотел, Полибије и Монтескије. Они корупцију дефинишу као кварење власти, владање које није у општем интересу, односно интересу политичке заједнице – државе. Такође, ту се убрајају и дефиниције које су поставили Макијавели и Русо. Њихово мишљење је да је корупција морално кварење људи, односно поништавање друштвених вредности и врлина код грађана.
Савремена схватања корупције обухватају дефинисање корупције у различитим животним сферама. Административна дефиниција корупције гласи да је то девијантно понашање појединца у односу на формалну улогу. У економији, корупција је максимизација профита кршењем закона и морала, док је јавно-интересна дефиниција најзаступљенија у већим народним масама и она корупцију карактерише као коришћење јавних средстава за личне интересе.

## Врсте корупције
Корупција може бити присутна у многим животним аспектима, те тако постоје бела, сива и црна, или с друге стране, централизована и децентрализована корупција. Децентрализована корупција је корупција која се не односи на државни апарат, а централизована корупција се одвија у самом државном врху. Закон на корупцију посматра једнако, без обзира да ли се корупцијом бави грађанин без функције, најнижи државни чиновник или министар. Изузетак су једино случајеви кад појединац има политички имунитет, међутим, у појединим земљама је то сасвим онемогућено, а у појединим тек неколицина особа, углавном високи државни функционери, у читавој земљи то поседују. Организације за борбу против корупције се пак залажу за то да ниједна особа у држави нема политички имунитет, те да се закон једнако опходи према сваком грађанину те државе.

### Бела корупција
Бела корупција или непотизам је давање привилегија на основу рођачких и пријатељских веза, без очекивања противуслуге. На пример, уколико у локалној пошти ради пријатељица извесне особе, она дозвољава да преко реда појединац плати рачуне. Као таква, бела корупција није кривично дело, евентуално би послодавац или надређени могао да санкционише, то јест подведе под дисциплинску одговорност
 Међутим, иако правни систем ту остаје немоћан, организације за борбу против корупције се залажу и тврде да се и против овог облика корупције треба борити.

### Сива корупција
Сива корупција је давање привилегија по принципу „услуга за услугу”, независно од родбинских и пријатељских веза. На пример, полицајац једном приликом затури или уклони саобраћајну пријаву против извесне особе, а затим, након извесног времена помене да његова ћерка добије позитивну закључну оцену из предмета који јој предаје отац извесног појединца.

### Црна корупција
Црна корупција је давање привилегија уз директну примену мита, најчешће новчане накнаде. Овај вид корупције се углавном везује за здравство или школство. На пример, студент ће код одређеног професора добити жељену оцену уколико у индексу остави новац намењен том професору. Давање и примање мита је један од најраспрострањенијих облика корупције. Мито се даје и прима како би овлашћено лице урадило нешто што није у њеном надлештву или не урадило нешто што је у обавези.

## Корупција у Србији
| 80-89 70-79 60-69 50-59 40-49 | 30-39 20-29 10-19 0-9 |

Према извештају резултата једног истраживања које су спроводиле Уједињене нације у октобру 2009. године (TNS Medium Gallup: Корупција у Србији – Истраживање о перцепцији и искуствима грађана) корупција се налази на трећем месту проблема у Србији, одмах након незапослености и сиромаштва. У истраживању је учествовало преко хиљаду пунолетних лица, становника Републике Србије, а резултати показују да се здравство и политичке партије сматрају најкорумпиранијим, а војска и верска тела институције најмање захваћене корупцијом. Такође, према истом истраживању позитивна вест је што су испитаници добро упознати са корупцијом, препознају је готово у свим облицима, али с друге стране, забрињавајуће је што би четвртина испитаника дала мито уколико им се тражи, с просечан износ мита износи око 160 евра (половина тадашње просечне плате у Србији – Истраживање о перцепцији и искуствима грађана).

## Борба против корупције
Суштина корупције није у количини новца коју прима корумпирани службеник, већ у погрешном почетном принципу. Корупцијом се ствара систем у коме су привилеговани материјално ситуиранији, или са добрим везама, те борба против корупције мора да се води осмишљено, организовано, и систематично. Постоје разне организације на нивоу државе или шире које се стратешки и систематизовано баве борбом против корупције. Универзално, сматра се да је најбољи механизам за борбу против корупције јачање система јавне управе, кроз доношење закона и процедура. Стратегија борбе против корупције обухвата следеће мере: 
1. доношење антикорупцијских закона
2. опоравак политичких институција и државних органа који ће спроводити борбу против корупције (полицију, тужилаштво, судови)
3. формирање мреже контролних механизама који ће претити рад државних органа и политичких институција
4. пробудити свест код грађана на тему борбе против корупције
5. јавно праћење случајеве корупције
6. решавање случајева корупције са материјалним доказима по кратком поступку.[8]

У институционалном смислу, три основна правца борбе против корупције су смањење улоге државе, полагање рачуна, и мотивациони систем.

### Смањење улоге државе
Смањење улоге државе, односно сужење дискреционих овлашћења, чиме се редуцира подручје њеног деловања које може бити захваћено корупцијом. Ово смањење улоге државе може бити изведено било дерегулацијом (либерализацијом), било увођењем аутоматских правила. Дерегулација означава укидање регулације неког посла и препуштање грађанима и њиховим организацијама права да слободно одлучују о том послу. На пример, укидање дозвола и других административних ограничења у спољној трговини и либерализација промета, у смислу да свако може да слободно увози и извози робу и услуге, подразумева се, уз плаћање царине. У државним пословима код којих није могућа дерегулација, потребно је установити, у што већој мери, аутоматизам доношења одлука кроз прописивање услова које је потребно задовољити приликом подношења захтева, тако да испуњавање критеријума буде основ за доношење одлуке, а не слободна воља или процена државног службеника.

### Полагање рачуна
Полагање рачуна значи обавезу државних органа и службеника да обавештавају и извештавају о своме раду грађане, као и право грађана да предузимају акције против оних званичника чије понашање не сматрају задовољавајућим. Најважнија гаранција за одговорност државних званичника и владе у целини представља право грађана да смењују власт на изборима, кажњавајући је за лоше понашање и злоупотребе, па и за корупцију генерално. Да би грађани били у стању да оцене начин обављања државних функција, нужно је обезбедити транспарентност, тј. јавност рада званичника кроз, на пример, отвореност седница скупштина и влада за медије, обавезу редовног подношења извештаја о раду државних органа и слично. Посебно важну улогу требало би да има скупштински надзор над радом извршних органа.

### Мотивациони систем
Мотивациони систем људи који обављају државне функције представља важан елемент корупције, јер се на њему заснива цена-профит калкулација појединца. Са једне стране, могућност да се примањем мита обезбеди леп живот свакако је јак подстицај на корупцију, али се погодном политиком може утицати на трошкове корупције за појединца и дестимулисати лоше понашање. Примери таквих политика су: повећања плата државних службеника, редовно напредовање у каријери, комбинација чврстог надзора и ефикасног кажњавања, развијање етичких норми и осећаја служења народу, лични пример шефова и слично. Циљ ових мера је да се комбинација „мали ризик, велика добит” код државног службеника промени у „велики ризик, мала добит”. Посебан значај има регулисање конфликта интереса.
Пошто у Србији не постоји добро разумевање дубине овог проблема, потребна је детаљнија законска регулатива.